# Винница (аэропорт)
Международный аэропорт Винница (Гавришовка) (укр. Міжнародний аеропорт Вінниця; ИАТА: VIN, ИКАО: UKWW) — аэропорт в Винницком районе в 7,5 км к востоку от железнодорожной станции города Винница и в 1 км к юго-западу от села Гавришовка.
Длина ВПП 2,5 км. Аэродром был пригоден для эксплуатации самолётов целый год без ограничений в светлое время суток. Обеспечивал взлёт, посадку и управления воздушных судов индекса 5 (пять) и ниже (Ан-2, Ан-30, Ан-26, Л-410, Ан-24, Як-40, Ан-32, Ту-134, Ту-154, Ил-76, Ан-74, Ан-12, Як-42, Ил-18, Boeing 737, А320 до 135 т).
На аэродроме также базировалась 456-я отдельная смешанная авиационная бригада (Ан-26, Ан-24, Ми-8).

## История
Винницкий аэропорт построен в 1983 году.
В августе 1997 года аэропорт был включён в перечень предприятий и организаций, имеющих стратегическое значение для экономики и безопасности Украины.
Отдельные регулярные рейсы выполнялись до 1999 года, далее аэропорт прекратил функционировать, принимая лишь отдельные чартеры. По состоянию на 2008 год проводятся работы по возобновлению работы аэропорта за счёт областного бюджета.
Распоряжением Кабинета министров Украины от 10 декабря 2008 года № 1530-р открыт международный пункт пропуска через государственную границу в аэропорту Винница (Гавришовка) для воздушного сообщения.

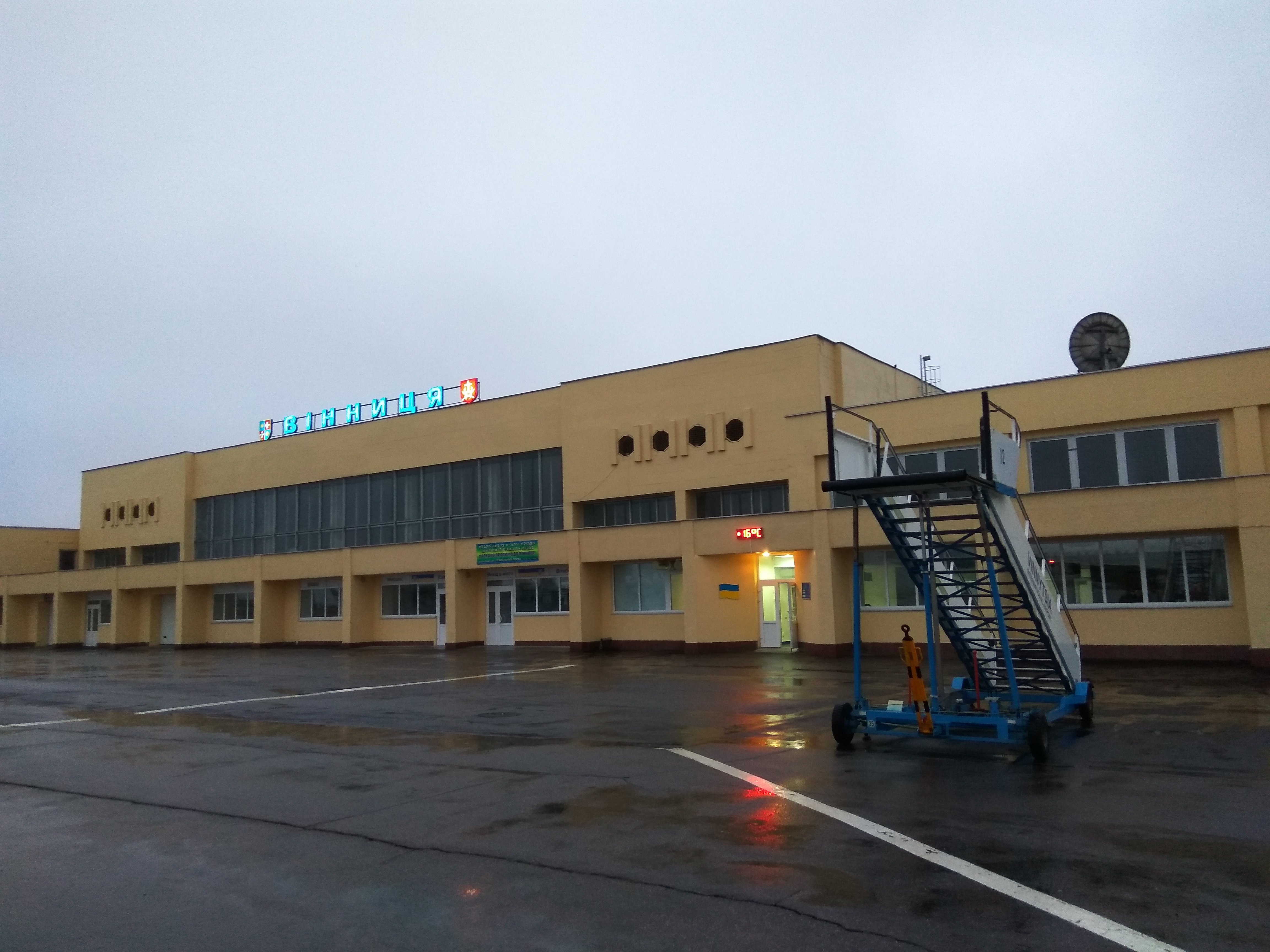
Главный терминал

С 2009 года аэропорт принимал сезонные чартерные рейсы с хасидами, которые совершают ежегодное массовое паломничество в Умань на могилу одного из духовных вождей хасидизма на Украине — рабби Нахмана из Брацлава.
С 10 мая 2013 года авиакомпания «Мотор-Сич» открыла рейс «Москва (Внуково) — Винница», два раза в неделю. Позже в 2014 году авиакомпания Yanair начала выполнять регулярные рейсы по маршруту Винница — Тель-Авив (Бен Гурион) — Винница. И московский, и тель-авивский рейсы были отменены в 2014 году.
8 июня 2016 года авиакомпания МАУ начала выполнять регулярные рейсы по маршруту Винница — Тель-Авив — Винница один раз в неделю, на круглогодичной основе, а затем и 2 раза в неделю. Рейсы выполнялись на авиалайнерах Boeing 737. Также с 26 июня МАУ начала выполнять регулярный рейс из Винницы в Варшаву и обратно, используя самолёты Boeing 737 и Embraer 190.
С 25 марта 2018 года авиакомпания МАУ начала выполнять регулярные рейсы между киевским аэропортом Борисполь и Винницей. Маршрут являлся кратчайшим в истории авиакомпании — его длина по прямой составляла приблизительно 200 км. Полёты выполнялись ежедневно на региональных реактивных самолётах Embraer 145. Вылеты из Винницы осуществлялись в 07:25, из Киева — в 20:20. Время в пути в соответствии с расписанием составляло 55 минут, однако в это время также входило руление в аэропортах. Цена билетов из Киева до Винницы и обратно по тарифу «только ручная кладь» в составляло приблизительно 1363 гривен с учётом сборов.
В мае 2019 года рейсы по маршруту Киев (Борисполь) — Винница и обратно были прекращены.

### Ракетный удар по аэродрому
6 марта 2022 года по аэродрому был нанесён удар восемью ракетами в ходе вторжения России в Украину. Президент Украины Владимир Зеленский сообщил, что аэропорт Винницы полностью разрушен. По данным ГСЧС на аэродроме начался пожар на складе с горюче-смазочными материалами. Кроме того, было разрушено административное здание. Спасатели освободили четырёх человек из-под завалов, один из них погиб. Ракетный удар был нанесён стратегическими ракетами Х-101 (по другим данным Х-555), выпущенными с бомбардировщиков Ту-95 или Ту-160 из акватории Чёрного моря.

## Авиакомпании и направления
| Авиакомпании      | Направления             |
| ----------------- | ----------------------- |
| Windrose Airlines | Сезонный чартер: Бургас |